# I Dood It
I Dood It is een Amerikaanse filmkomedie uit 1943 onder regie van Vincente Minnelli. Destijds werd de film in Nederland uitgebracht onder de titel Held zonder geld.

## Verhaal
Broadwaydanseres Constance Shaw trouwt met Joseph Rivington Reynolds, nadat hij haar op de mouw heeft gespeld dat hij eigenaar is van een mijn. Uiteindelijk blijkt dat hij maar een gewone schoonmaker is. Hij verstoort enkele repetities en wordt uit de schouwburg gegooid. Wanneer hij erin slaagt om terug in het gebouw te geraken, ontdekt hij dat iemand van plan is er een bom te plaatsen.

## Rolverdeling
| Acteur            | Personage                |
| ----------------- | ------------------------ |
| Red Skelton       | Joseph Rivington Renolds |
| Eleanor Powell    | Constance Shaw           |
| Richard Ainley    | Larry West               |
| Patricia Dane     | Suretta Brenton          |
| Sam Levene        | Ed Jackson               |
| Thurston Hall     | Kenneth Cawlor           |
| Lena Horne        | Lena Horne               |
| Hazel Scott       | Hazel Scott              |
| Jimmy Dorsey      | Jimmy Dorsey             |
| Helen O'Connell   | Helen O'Connell          |
| Bob Eberly        | Bob Eberly               |
| John Hodiak       | Roy Hartwood             |
| Butterfly McQueen | Annette                  |
| Marjorie Gateson  | Alice Spelvin            |
| Andrew Tombes     | Alfred Spelvin           |